# Собко, Анатолий Иванович
Анатолий Иванович Собко (1931—1997) — советский учёный в области ветеринарной вирусологии и эпизоотологии, доктор ветеринарных наук (1972), профессор (1974), член-корреспондент ВАСХНИЛ (1988) и  Украинской академии аграрных наук (1991). Директор Института ветеринарной медицины УААН (1976—1996). Заслуженный деятель науки и техники Украинской ССР (1991).

## Биография
Родился 25 сентября 1933 года в Краснокутске, Харьковской области, Украинской ССР.
С 1949 по 1954 год обучался в Харьковском зоотехническом институте. С 1954 по 1955 год на клинической работе в Ельцовском районе Алтайского края, где работал в качестве старшего ветеринарного врача Чумышской машинно-тракторной станции. 
С 1955 по 1965 год на научно-исследовательской работе в Украинском научно-исследовательском институте экспериментальной ветеринарии в качестве старшего научного сотрудника. С 1965 по 1976 год на научной работе в Всесоюзном научно-исследовательском ящурном институте: с 1965 по 1968 год — заведующий лаборатории и с 1968 по 1976 год — заместитель директора этого института по науке.
С 1976 по 1996 год — директор Научно-исследовательского ветеринарного института (с 1992 год — Институт ветеринарной медицины) Украинской академии аграрных наук. 

### Научно-педагогическая деятельность и вклад в науку
Основная научно-педагогическая деятельность  А. И. Собко была связана с вопросами в области ветеринарной вирусологии и эпизоотологии. А. И. Собко являлся разработчиком основных методических указаний и методик по наиболее опасным и распространённым заболеваниям у сельскохозяйственных животных, он являлся разработчиком более тридцати биологических медицинских препаратов для специфической профилактики и диагностики бактериальных и вирусных заболеваний сельскохозяйственных животных. 
В  1964 году защитил кандидатскую диссертацию по теме: «Диагностика чумы свиней с применением новых клинико-лабораторных методов»,  в 1972 году защитил докторскую диссертацию на соискание учёной степени доктор ветеринарных наук. В 1974 году ВАК СССР ему было присвоено учёное звание профессор. В 1988 году он был избран член-корреспондентом ВАСХНИЛ, а в 1991 году становится член-корреспондентом Украинской академии аграрных наук. А. И. Собко было написано более трёхсот научных работ в том числе монографий и пятьдесят авторских свидетельств и патентов на изобретения.

## Основные труды
- Диагностика чумы свиней с применением новых клинико-лабораторных методов. - Харьков, 1963. - 318 с.
- Ветеринарная технология промышленного производства свинины: Тех. докл. конф. (Киев, 30 окт.-1 нояб. 1979 г.) / Отв. ред. А.И. Собко. - Киев : б. и., 1979. - 163 с.
- Справочник по болезням свиней / Принимали участие И. Н. Гладенко, А. И. Собко, В. Е. Чумаченко и др.; Под ред. А. И. Собко, И. Н. Гладенко. - Киев : Урожай, 1981. - 230 с.
- Методические рекомендации по лабораторной диагностике инфекционных пневмоний свиней, вызываемых микоплазмами, пастереллами и бордетеллами / М-во сел. хоз-ва СССР и др.; Подгот. Собко А. И. и др. - Киев, 1983. - 24 с.
- Вирусные диареи свиней / А. И. Собко, Е. А. Краснобаев. - М. : ВНИИТЭИагропром, 1987. - 55 с.
- Методические рекомендации по диагностике, мерам борьбы и профилактики смешанных (корона-, рота- и энтеровирусных) инфекций свиней / Разраб. Собко А. И. и др. - Киев : Б. и., 1988. - 28 с.
- Справочник по болезням свиней / А. И. Собко и др.; Под ред. А. И. Собко. - 2-е изд., доп. и перераб. - Киев : Урожай, 1988. - 356 с. — ISBN 5-337-00073-X[3]

## Награды, премии, звания
- два Ордена Трудового Красного Знамени (1971, 1979)
- Медаль «За трудовое отличие»
- Заслуженный деятель науки и техники Украинской ССР (1991)
- Почётная грамота Президиума Верховного Совета УССР (1981)[1][2]